# Aulohalaelurus kanakorum
Aulohalaelurus kanakorum  (лат.) — один из видов рода губастых кошачьих акул (Aulohalaelurus), семейство кошачьих акул (Scyliorhinidae). Известен по единственному экземпляру и двум подводным фотографиям. Обитает на коралловых рифах.

## Ареал
Это эндемичный вид, голотип был пойман на коралловом дне в лагуне на юго-западном побережье Новой Каледонии. Общая площадь лагуны составляет 24 000 м², она окружает коралловый риф площадью 8000 м². Глубина лагуны не превышает 49 м.

## Описание
Это небольшая акула (79 см) с привлекательной окраской.

## Биология
Aulohalaelurus kanakorum ведёт донный образ жизни, это плохой пловец, который не может перемещаться на большие расстояния.

## Взаимодействие с человеком
Вероятно, иногда попадает в качестве прилова в рыболовецкие сети. Международный союз охраны природы присвоил этому виду статус «Уязвимый».